# أمادو مبو
أمادو مبو (بالفرنسية: Amadou Mbow)‏ ممثل سنغالي. اشتهر بدور «عيسى» في فيلم الدراما أتلانتيكس. بالإضافة إلى التمثيل، فهو أيضًا مصمم جرافيك.

## الحياة الشخصية
ولد وترعرع في داكار، السنغال.
في عام 2019، تم اختيار مبو لفيلم أتلانتيكس من إخراج ماتي ديوب في أول فيلم روائي طويل لها. في الفيلم، لعب دور الشرطي الشاب «عيسى» الذي تم إرساله للتحقيق في حريق غامض.
عُرض الفيلم لأول مرة في العاصمة داكار قبل عرضه في السنغال. لقي الفيلم إشادة من قبل النقاد، وعُرض في العديد من المهرجانات السينمائية. حصل الفيلم لاحقًا على الجائزة الكبرى في مهرجان كان السينمائي 2019.

## أعماله
| السنة | الفيلم    | الدور | النوع | المرجع |
| ----- | --------- | ----- | ----- | ------ |
| 2019  | أتلانتيكس | عيسى  | فيلم  | [ 6 ]  |

## روابط خارجية
- أمادو مبو على موقع IMDb (الإنجليزية)
- أمادو مبو على موقع قاعدة بيانات الأفلام العربية
- أمادو مبو على موقع ألو سيني (الفرنسية)